# This Is My Live
This Is My Live – drugi koncertowy album Sakisa Ruwasa. Został wydany 12 grudnia 2007 w Grecji i na Cyprze przez wytwórnię Minos EMI.

## Lista utworów

### CD
1. „Stous 31 Dromous” (Na 31. ulicy)
2. „Ola Gyro Sou Gyrizoun” (Wszystko kręci się wokół ciebie)
3. „Yiati Se Thelo” (Ponieważ cię pragnę)
4. „Mia Zoi Mazi” (Jedno życie razem)
5. „Ipirhes Panda” (Byłaś zawsze tam)
6. „S’eho Erotefthi” (Kocham cię)
7. „Den Ehi Sidera I Kardia Sou” (Twoje serce nie ma metalowych barier)
8. „Andexa” (Ja zniosłem)
9. „Zise Ti Zoi” (Żywe życie)
10. „Se Thelo San Trelos” (I Want You Like Crazy)
11. „Suspicious Minds”
12. „To Hrono Stamatao” (Zatrzymuję czas)
13. „Thelo Na Kitao” (Chcę patrzeć)
14. „Min Andistekese” (Nie opieraj się)
15. „Kane Me” (Stwórz mnie)
16. „Theleis I Den Theleis” (Chcesz tego czy nie)
17. „Mikros Titanikos (Se Latrevo)” (Mały Titanic (Uwielbiam cię))
18. „We Will Rock You”
19. „Satisfaction”
20. „Liomeno Pagoto” (Stopione lody)
21. „Ela Mou” (Chodź do mnie)
22. „Stous 31 Dromous (Rock Version)” (Na 31. ulicy)

### DVD
1. „Ola Gyro Sou Gyrizoun” (Wszystko kręci się wokół ciebie)
2. „Yiati Se Thelo” (Ponieważ cię pragnę)
3. „Mia Zoi Mazi” (Jedno życie razem)
4. „Ipirhes Panda” (Byłaś zawsze tam)
5. „S’eho Erotefthi” (Kocham cię)
6. „Den Ehi Sidera I Kardia Sou” (Twoje serce nie ma metalowych barier)
7. „Andexa” (I Endured)
8. „Zise Ti Zoi” (Żywe życie)
9. „Se Thelo San Trelos” (I Want You Like Crazy)
10. „Suspicious Minds”
11. „To Hrono Stamatao” (Zatrzymuję czas)
12. „Na M’agapas” (Powinnaś mnie kochać)
13. „18 (Iparhi Agapi Edo)” (18 (Tutaj jest miłość))
14. „Thelo Na Kitao” (Chcę patrzeć)
15. „Min Andistekese” (Nie opieraj się)
16. „Kane Me” (Stwórz mnie)
17. „Theleis I Den Theleis” (Chcesz tego czy nie)
18. „Shake It”
19. „Mikros Titanikos (Se Latrevo)” (Mały Titanic (Uwielbiam cię))
20. „We Will Rock You”
21. „Satisfaction”
22. „Liomeno Pagoto” (Roztopione lody)
23. „Ela Mou” (Chodź do mnie)

Bonus
1. „Stous 31 Dromous” (Video) (Na 31. ulicy)
2. „Stous 31 Dromous” (Poza sceną) (Na 31. ulicy)